# Voto de Minerva
Voto de Minerva é o que decide uma votação que de outra forma estaria empatada. O termo se refere ao episódio da mitologia grega em que a deusa Palas Atena (que corresponde à deusa romana Minerva) preside o julgamento de Orestes, um reles mortal.

## O Mito
A Oresteia, de Ésquilo, é uma trilogia composta por três tragédias: Agamêmnon, Coéforas e Eumênides. Com ela, o fundador da tragédia retoma o mito dos atridas (descendentes de Atreu) e conta a história de Orestes (que era um reles mortal), que teria ocorrido por volta do século XII a.C., após a conhecida guerra de Troia.
Na narrativa, o autor conta que tudo começou quando Agamenão sacrificou sua filha aos deuses para vencer os troianos na Guerra de Troia. Sua esposa, Clitemnestra, incentivada pelo seu amante Egisto, e tomada de fúria pela morte da filha, matou o marido. 
Orestes, para vingar a morte de seu pai, matou sua mãe e o amante
Segundo a tradição, aquele que cometesse um crime contra o próprio geno era punido com a morte pelas Erínias, seres demoníacos para as quais o matricídio era o mais grave e imperdoável de todos os crimes. Sabendo do castigo que o esperava, Orestes apelou para o Deus Apolo, e este decidiu advogar em favor daquele, levando o julgamento para o Areópago. Três Erínias: Tisífone (Castigo), Megera (Rancor) e Alecto (Infindável) foram as acusadoras e Atena presidiu o julgamento.
A votação, num júri formado por 12 (doze) cidadãos atenienses, terminou empatada. Atena, então, proferiu sua sentença decisiva, declarando Orestes inocente, naquele que foi o 1º julgamento da história.
Como na mitologia romana Minerva era a deusa da sabedoria, o voto de Minerva corresponde à escolha sábia ou certa de alguma coisa.
Conforme mencionado por Engels, considera-se, a partir de Bachofen, que este episódio tenha representado, na mitologia, a transição histórica do matriarcado primitivo para o patriarcado.

## No Brasil
Às vezes, o uso do voto de minerva se faz necessário nos julgamentos do Supremo Tribunal Federal (STF) e Tribunal Superior Eleitoral (TSE). Todos os casos do STF são julgados da mesma forma: os 11 ministros votam, e vence o voto da maioria. Abstenções só são permitidas quando algum dos ministros tem relação pessoal com o réu. Nesses casos, a votação pode terminar empatada. Quem faz o desempate - ou dá o voto de minerva - é o presidente da corte. Geralmente, nesses casos, decide-se em favor do réu (como fez a deusa romana).